# Ohatchee
Ohatchee – miasto w Stanach Zjednoczonych, w stanie Alabama, w hrabstwie Calhoun. W roku 2023 miasto zamieszkiwało 1197 osób, a gęstość zaludnienia wynosiła 77,7 osoby/km².